# Stora Länsan
Stora Länsan är en sjö i Borlänge kommun i Dalarna och ingår i Dalälvens huvudavrinningsområde. Sjön är 17 meter djup, har en yta på 0,177 kvadratkilometer och befinner sig 226 meter över havet. Sjön avvattnas av vattendraget Länsbäcken.

## Delavrinningsområde
Stora Länsan ingår i det delavrinningsområde (670951-147042) som SMHI kallar för Mynnar i Dalälvens vattendragsyta. Medelhöjden är 280 meter över havet och ytan är 21,27 kvadratkilometer. Det finns inga avrinningsområden uppströms utan avrinningsområdet är högsta punkten. Länsbäcken som avvattnar avrinningsområdet har biflödesordning 2, vilket innebär att vattnet flödar genom totalt 2 vattendrag innan det når havet efter 225 kilometer. Avrinningsområdet består mestadels av skog (82 procent). Avrinningsområdet har 0,17 kvadratkilometer vattenytor vilket ger det en sjöprocent på 0,8 procent.